# 森雅俊
森 雅俊（もり まさとし、1956年 - ）は、日本の情報学者、技術士(経営工学)。元千葉工業大学教授。現在は埼玉学園大学教授。
専門はAI教育、情報システム開発論。工学博士（東京大学、2005年）。

## 経歴
愛知県出身。1974年名古屋西高等学校卒業。1978年高崎経済大学卒業。2005年東京大学大学院工学系研究科、博士（工学）を取得。　
1998年大阪工業大学情報科学部講師、2004年愛知産業大学助教授、2007年4月より千葉工業大学社会システム科学部プロジェクトマネジメント学科教授に就任。
2009年4月より同大学同学部金融・経営リスク科学科教授を経て、2021年4月より埼玉学園大学　経済経営学部　教授として、データサイエンスコースを担当、現職。

## 人物
20年の企業勤務（日本IBMなど）の中で、生産管理業務、生産管理システム、製造工程管理システム、CIMなどを担当。
その後、システムエンジニア・製造メーカ向けITコンサルタント、ERPコンサルタントの仕事を担当した。
ITプロジェクトのプロジェクトマネジャーの経験、ERPコンサルタント(SAP)を経て、大学教員に転進する。

## 著書
- 『ビジネスモデル設計のためのUML活用』 毎日コミュニケーション（株） 2002年
- 『ビジネスモデル設計のためのUML活用―企業改革とシステム構築へのアプローチ』（共著）毎日コミュニケーションズ 2006年3月
- 『実践 J-SOX法 (for Mutual Interest SERIES)』（共著）翔泳社 2007年6月
- 『中小企業のためのIoT導入ノウハウ』 日刊工業新聞社 2018年
- 『工場・化学プラントのIoT・AI導入と運営』 技術情報協会 2020年